# Kniaz Pozharski (skib, 1873)
Det russiske panserskib Kniaz Pozharski (russisk: Князь Пожарский) blev påbegyndt i 1864, men var længe undervejs og hejste først kommando i 1873. Skibet blev solgt til ophugning i 1911. Det var opkaldt efter fyrst Dmitri Mikhaylovich Pozharski (1577-1642), der havde en central rolle i generobringen af Moskva fra den polske hær i 1612.

## Design
Kniaz Pozharski blev bestilt som en "panserkorvet", med navnet Pozharski, men betegnelsen blev ændret til "panserfregat" i 1866, og navnet fik tilføjet Kniaz ("fyrst"). Panser og artilleri var koncentreret midtskibs i et central batteri (kasemat). Skibet havde vædderstævn og besætningen var på 495 mand. Kniaz Pozharsky blev bygget hos Mitchell i St. Petersborg, på det værft, Charles Mitchel havde oprettet i 1862.. Skibet var 93,1 m langt, 14,9 m bredt og havde en dybgang på 7,5 m. Det oprindelige design lød på et deplacement på 4.578 t, men skibet var på 5.220 t, da det blev leveret. Kniaz Pozharsky havde dobbeltbund og mens Wright beskriver det som en stabil våbenplatform og et godt søskib, så videregiver Campbell et skudsmål, der lyder på, at skibet var en dårlig sejler.

### Fremdrift
Skibet havde en vandretliggende dampmaskine, der trak direkte på akslen med den tobladede skrue. Dampen blev dannet i otte kedler, og maskineriet kunne præstere 2.835 HK, hvilket gav en fart på 11,7 knob. Kniaz Pozharski fulgte det britiske system, hvor skorstenen var teleskopmonteret og kunne sænkes for at mindske vindmodstanden og lette manøvreringen med sejl, og hvor skibsskruen kunne hejses op i en brønd i skroget - ligeledes for at give bedre fremdrift under sejl. Der var plads til 610 t kul, hvilket var nok til gå 3.000 sømil for maskinkraft alene. Skibet var fuldrigget, og sejlarealet var på 2.508 m2.

### Bevæbning
Kniaz Pozharski havde otte 22,9 cm riflede forladekanoner fra Obukhov, fordelt med fire i hver bredside. For at skaffe et vist skudfelt for- og agterud, var der lavet udskæringer i skroget, så forreste og agterste kanon i hver side kunne svinges til en alternativ kanonport. Det gav et større skudfelt end i den traditionelle bredside, men der var stadig et stort område ud for begge ender af skibet, som ikke kunne beskydes. Kanonkuglerne vejede 300 pund (136 kg) og selve kanonerne vejede 6,7 ton stykket. Kuglerne blev sendt afsted med en mundingshastighed på 389 m/sekund, og på klos hold kunne de gennembryde 236 mm smedejernspanser.
Watts og Campbell oplyser, at skibet medførte tre stangtorpedoer og tre slæbetorpedoer, men hverken Wright eller Silverstone nævner dem.

### Panser
Kilederne er ikke helt enige om pansringen på Kniaz Pozharski. De er enige om, at der var smedejernspanser langs hele vandlinjen, med en højde på godt tre meter, hvoraf omkring det halve lå under vandlinjen. Pansertykkelsen angives nogle steder som 100 mm, andre skriver 114 mm. Kanonerne var beskyttet af et 24,4 m langt sidepanser, der havde en tykkelse på 114 mm. Der er ingen oplysninger om tværgående panser. Panseret var monteret på et beskyttende lag teaktræ, der angives til en tykkelse på mellem 43 og 46 cm.

## Tjeneste
Kniaz Pozharski blev køllagt 30. november 1864 på Mitchells værft i Sankt Petersborg. Navnet var fra begyndelsen blot angvet som Pozharsky, men det blev ændret inden skibet løb af stabelen, den 12. september 1867. Kilderne er uenige om, hvornår skibet hejste kommando, det angives som enten 1870 eller 1873. I 1873 blev Kniaz Pozharski som det første russiske pansrede skib sendt til Stillehavet, med base i Vladivostok. I 1875 var det tilbage i Østersøen, hvor det tilbragte resten af sin tid - kun afbrudt af en ny tur til Stillehavet i 1879-1880. Kniaz Pozharski var flagskib for den del af Østersøflåden, der deltog i flådemanøvrene i 1884, og det blev inspiceret af zar Alexander 3..,
I 1885 var Kniaz Pozharski på værft og blev renoveret. Det fik nye kedler til maskineriet, ny skrue og skorstenen blev skiftet ud med to nye, der var kortere og uden teleskopanordning. Artilleriet blev også fornyet: De otte kanoner blev erstattet med otte 20,3 cm L/35-modeller, der var bagladere med en kanonvægt på 13 ton, og en mundingshastighed på 547 m/sekund. Der kom også to 15,2 cm L/23 kanoner, formentlig opstillet på fordækket. Desuden blev der opsat et antal kanoner til forsvar mod torpedobåde, men kilderne er igen uenige: Wright og Watts skriver om 8 styk 52 mm (4-pundige) og fire hurtigtskydende, Silverstone nævner ingen hurtigtskydende og Campbell angiver i stedet fire styk 87 mm kanoner.
I 1892 fulgte et nyt værftsbesøg, og der blev skiftet ud i de lette kanoner, som herefter kom til at bestå af 4 styk 52 mm, 4 styk 47 mm Hotchkiss og 6 styk 37 mm Hotchkiss. På samme tid blev der opsat to 38 cm torpedopparater.
Kniaz Pozharski blev fra 1892 betegnet som "krydser af 1. klasse" og blev primært anvendt som skoleskib i Østersøflådens skoledivision. I 1906 blev skytset reduceret til 1 styk 15,2 cm, 4 styk 52 mm, 4 styk 47 mm og 6 styk 37 mm, og skibet blev herefter officielt betegnet som skoleskib.
Tjenesten som skoleskib ophørte i 1909. Maskineri og udrustning blev fjernet, og skibet blev lagt op, nu med navnet Blokshiv No. 1. Det blev slettet af flådelisten 14. april 1911 og formentligt ophugget kort efter, for den gamle monitor Lava overtog samme dag navnet Blokshiv No. 1.

## Eksterne links
- Wikimedia Commons har flere filer relateret til Kniaz Pozharski (skib, 1873)